# Making Friends
Making Friends, No Use for a Names femte album, släpptes 1997.

## Låtar på albumet
1. "The Answer Is Still No"
2. "Invincible"
3. "Growing Down"
4. "On the Outside"
5. "A Postcard Would Be Nice"
6. "Secret"
7. "Best Regards"
8. "Revenge"
9. "3 Month Weekend"
10. "Sitting Duck"
11. "Fields of Athenry" (cover på irländsk suparvisa)